# Crocidura tarella
Crocidura tarella es una especie de musaraña de la familia de los soricidae.

## Distribución geográfica
Se encuentra en la República Democrática del Congo y Uganda.